# Noite Afora
Noite Afora foi um programa de televisão brasileiro do gênero erótico, exibido pela RedeTV! e era apresentado por Monique Evans em que mostrava dicas sobre Relação sexual, entrevistas, reportagens destinadas á assunto relacionados ao sexo, como  prevenção à AIDS e de DST's além entre outros temas relativos, como por exemplo, sexo na terceira idade.

## História
O programa estreou no dia 27 de junho de 2001 por volta da meia-noite, com classificação para maiores de 18 anos. Saiu do ar em janeiro de 2004.
A atração consistia em Monique receber, numa cama ou banheira de ofurô, estrelas de filmes pornográficos, artistas, sexólogos, etc, para falar sobre questões sexuais.

### Elenco
Ainda em 2001, pouco após da estreia do programa, Luísa Mell apresentou reportagens sobre “Objetos do Desejo” no programa, como carros e roupas caras.
O apresentador João Kléber também fez parte do Noite Afora interpretando Charlotte Pink; que é uma personagem de drag queen de cabelos cor de rosa, roupas espalhafatosas e muito bom humor, que entrevistava celebridades no programa Te Vi na TV e consequentemente participava do programa de Monique Evans, o Noite Afora, ambos exibidos pela RedeTV!.

#### Audiência
A atração que ia ao ar diariamente na madrugada fez história na emissora com médias de até 5 pontos no Ibope na Grande São Paulo, assustando a Globo e por vezes, sendo o programa de maior audiência da emissora.
O programa teve a façanha de derrotar o Jornal da Record 2ª Edição, que a RecordTV apostara para combater a Rede Globo.
A primeira vez em que o programa atingiu dois dígitos no Ibope foi quando a dançarina Ana Dummond apresentou o Show da Cadeira: um "striptease sado-masoquista" com o produtor do programa Renê Cunha. A cadeira foi colocada na área do famoso Dance Pole dentro do estúdio, e Renê foi escolhido por Monique. O mesmo aceitou o convite, e se sentou.[carece de fontes?]

### Controvérsias

#### Processo por danos morais
Segundo o Portal Imprensa, um operador de câmera que trabalhava nas gravações do programa deve receber indenização de Monique por danos morais por ter sido alvo de piadas dela.

#### Pressão de Igreja Evangélica
Monique Evans sofreu pressão da igreja evangélica para deixar a atração. Devido a isso, a apresentadora pediu afastamento à direção alegando "convicções de caráter religioso".. Durante um culto na Igreja Bola de Neve, Monique foi chamada ao púlpito da igreja e o pastor anunciou aos fiéis que naquela noite diante 4 mil pessoas, que Evans não iria mais fazer programas erótico. Após o culto, diante alguns fiéis, Monique visivelmente emocionada, disse que fez de tudo para que o Noite Afora se torna mais leve e ainda afirmou que não iria sentir falta do programa, mas apenas dos fãs e das pessoas que a acompanharam desde o princípio.